# 天主教帕倫西亞教區
天主教帕倫西亞教區（拉丁語：Dioecesis Palentina）是羅馬天主教一個教區，位於西班牙帕倫西亞省，屬布爾戈斯總教區。
教區成立於西哥德王國時期，1035年恢復。2007年，在當地173,153人口中，有教友164,496人，佔轄區總人口95%、456個堂區、306名司鐸、1名執事、121名修士、565名修女。現任教區主教為斯德望·埃斯庫德羅·托里斯。